# 박영희 (승려)
박영희(朴暎熙, 일본식 이름: 赫田元雄, 1893년 ~ 1990년 2월 6일)는 대한민국의 불교 승려 겸 독립운동가이다. 법명은 응송(應松)이다.

## 생애
전라남도 완도 출신이다. 대한제국 군대 해산에 반발했다가 완도로 유배온 군인 황준성을 만난 것을 계기로 의병 운동에 뛰어들었다. 내란 혐의로 유형 10년을 선고받은 황준성은 1908년 유배지에서 의병을 일으켰다. 박영희는 이때 16세의 나이로 황준성 부대에 가담했다. 그러나 의병은 일본군에 패퇴하였으며 황준성은 체포, 처형되었고, 박영희는 몸을 피해 살아남았다.
2년 동안 피신 생활을 하던 중 1910년 해남군 대흥사에서 출가했다. 대흥사 공비생으로 서울의 중앙학림에 유학해 있을 때인 1919년 3·1 운동이 발발했다. 박영희는 3월 1일 거사 당일 탑골 공원 시위에 앞장섰다. 전남 지역으로 내려가 고향 완도에서도 시위를 조직할 수 있도록 준비하는 등 적극적인 가담이었다.
3·1 운동 소요 사건 혐의자로 지목되면서 다시 몸을 피해 이번에는 만주로 갔다. 만주에는 무장 투쟁을 위한 신흥무관학교가 세워져 있었는데, 박영희는 중앙학림의 학력을 인정받아 1개월의 특별 교육을 거쳐 장교로 임관했다. 그러나 마적과의 전투 중 부상을 입고 귀국했다.
귀국 후 1920년부터 약 8년간 대흥사에서 설립한 사립학교인 장춘보통학교에서 부인과 함께 교사로 근무했다. 1928년에는 2년 후 중앙불교전문학교로 승격되는 불교전수학교에 입학하였다. 박영희는 이 학교에 재학하면서도 불교계의 대표적인 독립운동 조직으로 한용운을 따르는 청년 승려들이 조직한 만당에 가입해 당원이 되는 등 독립운동의 뜻을 꺾지 않았다.
1931년 중앙불교전문학교 제1회 졸업생으로 학교를 졸업하고 대흥사로 돌아와 감무를 맡았다. 1936년 조선불교중앙교무원 이사로 선출되었으며, 이 무렵부터는 중앙 불교계의 간부를 두루 맡으면서 조선총독부의 정책에 협조하는 친일 승려로 변신했다. 당시 총독 우가키 가즈시게는 심전개발 운동이라는 이름으로 황민화 전단계의 세뇌 작업을 시도했다. 이때 박영희는 전남 지역에서 심전개발 순회강연을 벌이며 이 운동을 지원했다.
1937년에는 대본산 대흥사의 주지로 취임하였고, 그해 중일 전쟁이 발발하자 곧바로 국위선양 무안장구 기원 법요라는 시국 행사를 두 차례에 걸쳐 거행했다. 모금 운동도 병행하여 1938년 4월 1일까지의 집계에 따르면 315원 38전과 위문대 12개를 헌납했다. 박영희는 불교계가 일본군을 위문하러 파견한 북지황군위문단에게 직접 축전을 보내기도 했다.
중일 전쟁이 계속되면서 1주년, 2주년을 기해 대흥사에서는 위문금을 헌납하는 등 전쟁 지원은 계속되었다. 태평양 전쟁 말기인 1944년에는 불교계가 힘을 합쳐 일본군에게 두 번째 비행기를 바치자는 결정이 내려졌다. 전국의 사찰이 총동원되어 비행기값 마련을 위한 모금 운동에 나섰으며, 이때 대흥사 본·말사는 1,512원을 모아 납부했다.
광복 후에도 중앙감찰원장을 맡는 등 불교계의 원로로 활동했다. 1954년 대처승과 비구승의 갈등이 불거지자 대흥사 곁에 백화사라는 작은 절을 짓고 기거하며 비구승 측과 대립했다. 차 문화 연구와 저술로 여생을 보내다가 1990년 광주의 암자에서 98세의 나이로 사망했다.

## 사후
독립유공자로 인정을 받아 1990년 건국훈장 애족장을 받았으며, 대전 국립묘지에 안장되었다.
2005년 민족문제연구소에서 친일인명사전에 수록하기 위해 정리한 친일인명사전 수록예정자 명단 중 종교 부문에 선정되었다.

## 상훈
- 건국훈장 애족장 - 1990년 서훈, 2010년 취소

## 같이 보기
- 대흥사
- 만당

## 참고자료
- 임혜봉 (2005년 3월 1일). 〈박영희 : 의병 운동과 3·1 운동 참여 후 친일로 변절한 본산 주지〉. 《친일 승려 108인》. 서울: 청년사. 195~203쪽쪽. ISBN 9788972783848.
- 박영희 : 독립유공자 공훈록 - 국가보훈처
- 이창숙 (2007년 9월 11일). “47. 차(茶)의 전승(傳承)”. 붓다뉴스. 2008년 2월 26일에 확인함.[깨진 링크(과거 내용 찾기)]